# Chalcidoptera pryeri
Chalcidoptera pryeri là một loài bướm đêm trong họ Crambidae.